# Kandahar
Pour les articles homonymes, voir Kandahar (homonymie).
Cet article possède un paronyme, voir Gandahar.
Kandahar (en pachto : کندهار / Kandahār) ou Qandahar (en dari : قندهار / Qandahār) est une ville du sud de l'Afghanistan, ancienne capitale impériale, capitale de la province de Kandahar. La province compte 1 151 100 habitants et la ville 491 500 habitants en 2012. Située à proximité de l'Arghandab qui lui fournit l'eau en abondance, c'est la deuxième ville d'Afghanistan par le nombre d'habitants, après Kaboul.
Kandahar possède un aéroport international et est situé à la croisée de routes importantes. Avec Peshawar, Kandahar est la ville principale de l'ethnie des Pachtounes.

## Étymologie
Le nom pourrait provenir de celui de son supposé fondateur, Alexandre le Grand, Eskandar en persan.[réf. nécessaire]

## Histoire
Kandahar a été fondée près de l'emplacement de la ville antique de Mundigak (établie aux environs de 3000 av. J.-C.). Le Vieux Kandahar était occupé à l'époque de l'empire achéménide (v. Ve – IVe siècle av. J.-C.), des fragments de tablettes cunéiformes de cette période ayant été mise au jour sur place ; une ville appelée Kandarash apparaît dans des textes de la période, ce qui pourrait correspondre à une forme ancienne de Kandahar.
La ville a souvent été un objectif de conquête à cause de sa position stratégique en Asie centrale. Elle est souvent identifiée avec une fondation d'Alexandre le grand mentionnée dans plusieurs sources antiques, Ville d'Alexandre ou Alexandropolis, ou Alexandrie d'Arachosie, d'après le nom de la province antique, mais il n'y a aucune certitude à ce propos. Par la suite, elle a été contrôlée par l'empereur indien Ashoka, qui a laissé un de ses édits à proximité de la ville, et le roi kouchan Kanishka Ier.
Plus tard, Kandahar a été conquise par différents envahisseurs : les Arabes au VIIe siècle, les Turcs Ghaznévides au Xe siècle, Gengis Khan au XIIIe siècle puis par Tamerlan en 1383.
Bâbur, le fondateur de l'Empire moghol, réintègre Kandahar à l'Inde au XVIe siècle. Son fils, Humayun, perd la ville au profit du shah de Perse Abbas Ier en 1622.

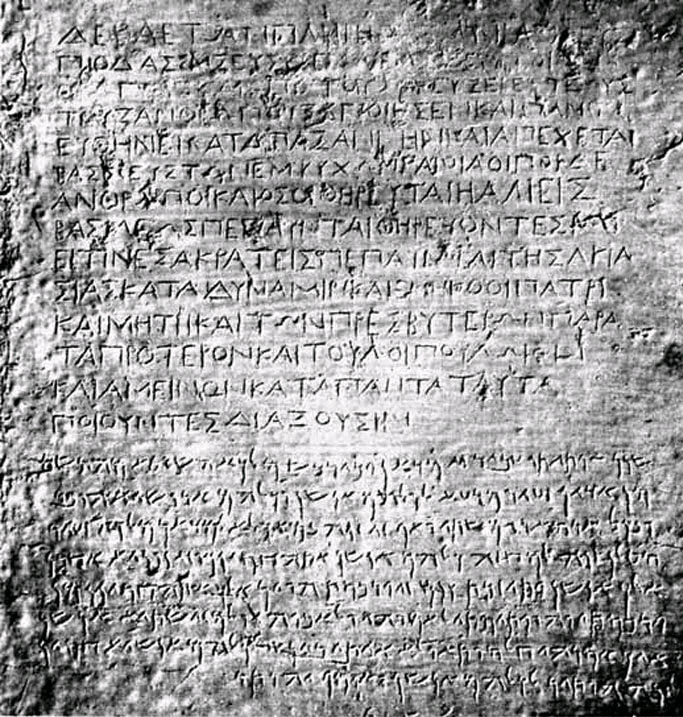
L'inscription bilingue de Kandahar, l'un des Édits d'Ashoka, en grec et en araméen, Kandahar.

### XVIIIesiècle
Le fils de Humayun, Akbar, reprend le contrôle de Kandahar et Kaboul, mais les empereurs moghols suivants(sauf Aurangzeb, son commandant l’avait récupéré) perdent le territoire. Il est tombé dans les mains afghanes en 1708 quand Mirwais conquit la ville. Entre 1738 à 1747, la ville était aux mains du shâh de Perse Nâdir Shâh.
Ahmad Shâh, le fondateur de l'Afghanistan, a pris la ville en 1747 et en a fait la capitale de son nouveau royaume en 1748. La vieille ville a été créée par Ahmad Shah et est dominée par son mausolée. Pourtant dans les années 1780, la capitale a été transférée à Kaboul à cause de mésententes tribales.

### XIXesiècle
Kandahar a toujours été un centre d'activité du jihad et des moudjahiddin. En 1826, les armées de Syed Ahmad Shaheed ont atteint Kandahar à la conquête de Peshawar. Leur objectif était de faire le jihad contre le régime oppressif Sikh de Ranjit Singh, et en quelques jours plus de 400 Kandaharis se sont présentés de leur propre initiative, parmi lesquels 270 d'entre eux ont été choisis. Syed Deen Muhammad Qandahari a été nommé leur chef.
Les forces britanniques ont occupé la ville pendant la première guerre anglo-afghane (1839-1842) et de 1879 à 1881.

### XXesiècle
Pendant l'invasion soviétique de 1979 à 1989, Kandahar était sous la tutelle soviétique. Mais la région était restée un bastion des moudjahidins malgré de nombreuses offensives lancées en vue de les chasser.
Après le retrait de l'Armée rouge, il a changé de mains plusieurs fois.
C'est vers la fin 1994 que les talibans sont apparus dans la ville et en ont fait un point de départ pour conquérir le sud, l'est et le centre du pays. La ville est toujours le site « spirituel » du mouvement. Au nord de la ville, à l'entrée de la vallée d'Arghandab, se trouvait la résidence du mollah Omar, non loin d'un célèbre rocher en forme d'éléphant.

### XXIesiècle

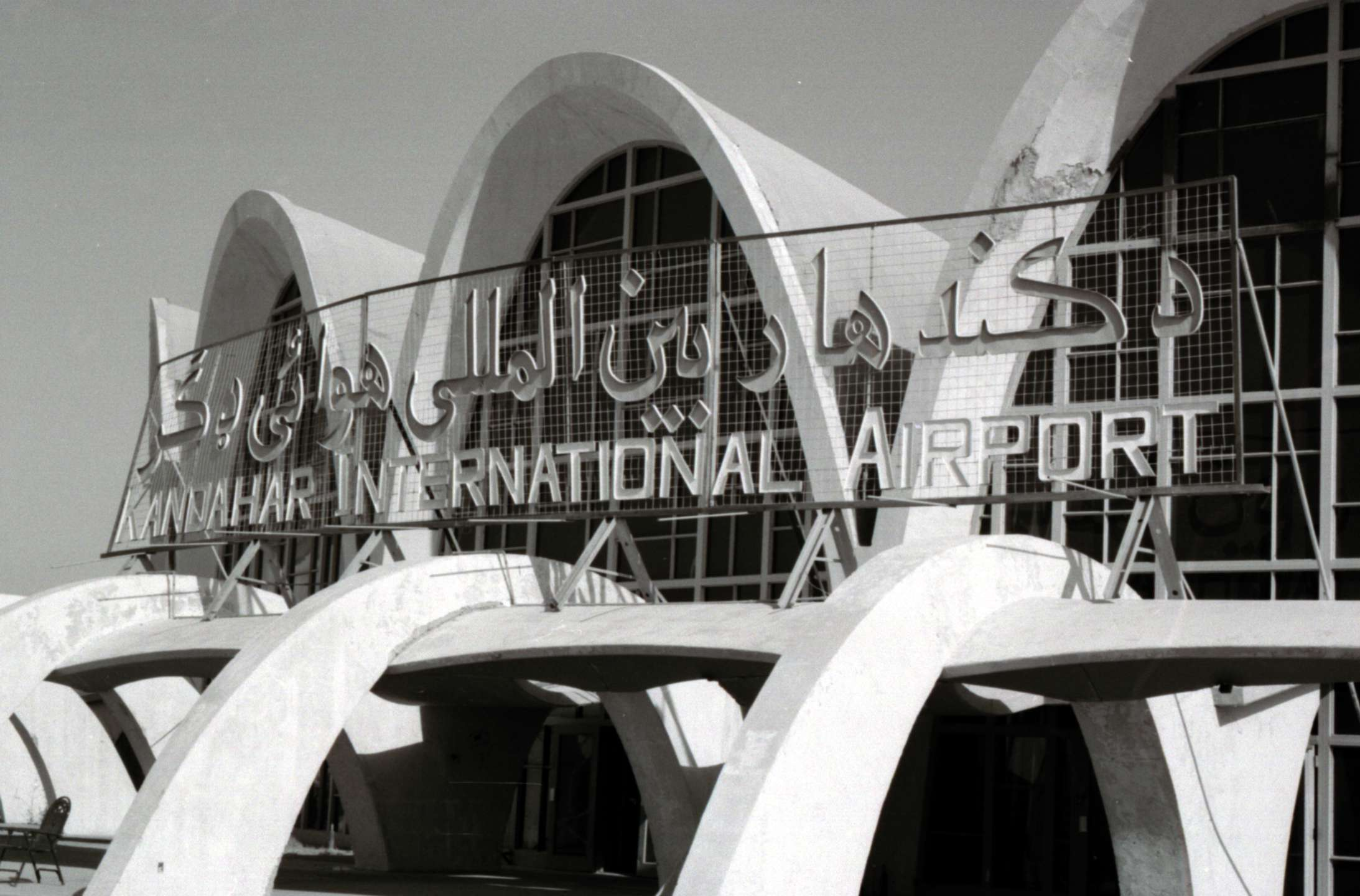
Vue de l'aéroport de Kandahar.

La ville de Kandahar accueille à partir de début 2006 un contingent canadien de la Force internationale d'assistance et de sécurité (ISAF) situé à l'aéroport de la ville. Depuis 2007, un contingent français de l'ISAF se trouve aussi sur le même site que ses homologues canadiens.
Le 13 août 2021, les talibans s'emparent de la ville de Kandahar. C'est la treizième capitale provinciale contrôlée par les talibans depuis le début de leur offensive.

## Culture populaire
La ville est le lieu de la nouvelle Les Amants de Kandahar de Joseph Arthur de Gobineau.
Le groupe canadien Creature a chanté une chanson intitulée Kandahar sur son premier album No sleep at all, sortie en 2009.
La ville, ou plutôt son marché, a été adaptée pour le jeu Medal of Honor sorti en 2010.
Un film nommé Kandahar est sorti en 2023, réalisé par Ric Roman Waugh avec Gerard Butler dans le rôle principal.

## Personnalités
- Malina Suliman, graffeuse et peintre née à Kandahar en 1990.